# Sheffield City Hall
El Sheffield City Hall és un monument classificat de Grau II* de la ciutat de Sheffield, Anglaterra, que domina la Barker's Pool, una de les places centrals de la ciutat. Va ser construït i és propietat del Sheffield City Council però actualment està gestionat pel Sheffield City Trust, en una cessió de 99 anys, i l'opera la Sheffield International Venues com a sala de concerts i altres esdeveniments en les seves diverses sales.

## Història
L'edifici va ser dissenyat l'any 1920 per E. Vincent Harris però la construcció es va endarrerir 8 anys degut al clima econòmic de principis dels anys 20. Amb el temps la construcció va començar amb la col·locació de la primera pedra el 27 de juny 1929 i l'Ajuntament va ser inaugurat oficialment el 22 de setembre de 1932. Es va proposat originalment el 1916 com un Centre per commemorar els morts de la Gran Guerra però en el moment de finalització del nom havia canviat a Sheffield City Hall, després d'alguns anys de controvèrsia.
Durant la Segona Guerra Mundial una bomba va explotar al Barker's Pool, resultant-ne danyats els pilars de l'edifici. Les marques de l'explosió encara són visibles actualment. El 2005, el City Hall i els seus voltants han estat reconstruïts i re-desenvolupats amb un cost de £12,5 milions de lliures.

## Arquitectura i funcionalitats
És un edifici neoclàssic amb un gran pòrtic. L'Oval Hall és la sala més gran de l'edifici, amb una capacitat per a 2.271 persones assegudes. L'orgue Grand Willis III és el més gran de Sheffield amb més de 4.000 tubs i quatre manuals. L'orgue està situat a la cambra ubicada al costat de les grans reixes decoratives de cara al públic. També hi ha una sala Memorial amb capacitat de 500 persones assegudes, i una sala de ball.